# Festival de Cannes 1995
La quarante-huitième édition du Festival de Cannes a lieu du 17 au 28 mai 1995. La maîtresse de cérémonie est l'actrice française Carole Bouquet.

## Déroulement et faits marquants
Lors de la cérémonie d'ouverture, Vanessa Paradis fait une surprise à Jeanne Moreau, la présidente du jury, en interprétant la chanson Le Tourbillon, que Jeanne Moreau chantait elle-même dans le film Jules et Jim. S'approchant de Jeanne Moreau, qui s'était mise elle aussi à chanter, elles finissent par se prendre la main, formant un duo qui est resté un moment émouvant lors de cette cérémonie. Jean-Félix Lalanne les accompagne à la guitare. Six mois plus tard, elles tourneront toutes les deux dans le film Un amour de sorcière.

## Jurys

### Compétition
|  | Nom                                | Qualité                      | Nationalité     |
|  | ---------------------------------- | ---------------------------- | --------------- |
|  | Jeanne Moreau (présidente du jury) | actrice                      | France          |
|  | Nadine Gordimer                    | écrivaine                    | Afrique du Sud  |
|  | Michèle Ray-Gavras                 | productrice                  | France          |
|  | Maria Zvereva                      | scénariste                   | Russie          |
|  | Gianni Amelio                      | réalisateur                  | Italie          |
|  | Jean-Claude Brialy                 | acteur                       | France          |
|  | Emilio García Riera                | critique cinéma              | Mexique Espagne |
|  | Gaston Kaboré                      | réalisateur                  | Burkina Faso    |
|  | Philippe Rousselot                 | directeur de la photographie | France          |
|  | John Waters                        | réalisateur                  | États-Unis      |

### Caméra d’or
- Michel Deville, réalisateur
président du jury
- Caroline Million-Rousseau, cinéphile (France)
- Alberto Barbera, directeur du Musée du Cinéma (Italie)
- Didier Beaudet (France)
- N.T. Binh, distributeur
- Michel Demopoulos, critique
- István Gaál, réalisateur (Hongrie)

## Sélections

### Sélection officielle

#### Compétition
La sélection officielle en compétition se compose de 24 films :
| Titre                                                       | Réalisation                   | Pays        | Distribution                          |
| ----------------------------------------------------------- | ----------------------------- | ----------- | ------------------------------------- |
| Des anges et des insectes                                   | Philip Haas                   | États-Unis  | Patsy Kensit, Mark Rylance            |
| Between the Devil and the Deep Blue Sea                     | Marion Hansel                 | Belgique    | Stephen Rea, Ling Chu                 |
| Rangoon                                                     | John Boorman                  | États-Unis  | Patricia Arquette, Aung Ko            |
| Carrington (en compétition pour la Caméra d'or)             | Christopher Hampton           | Royaume-Uni | Emma Thompson, Jonathan Pryce         |
| Dead Man                                                    | Jim Jarmusch                  | États-Unis  | Johnny Depp, Gary Farmer              |
| Ed Wood                                                     | Tim Burton                    | États-Unis  | Johnny Depp, Martin Landau            |
| Good Men, Good Women                                        | Hou Hsiao-hsien               | Taïwan      | Lim Giong, Jack Kao                   |
| Les Histoires du Kronen                                     | Montxo Armendariz             | Mexique     | Juan Diego Botto, Armando Del Rio     |
| Jefferson à Paris                                           | James Ivory                   | États-Unis  | Nick Nolte, Greta Scacchi             |
| Kids (en compétition pour la Caméra d'or)                   | Larry Clark                   | États-Unis  | Leo Fitzpatrick, Chloë Sevigny        |
| L'Amour meurtri                                             | Mario Martone                 | Italie      | Anna Bonaiuto, Gianni Cajafa          |
| La Cité des enfants perdus (film d'ouverture)               | Jean-Pierre Jeunet, Marc Caro | France      | Ron Perlman, Dominique Pinon          |
| La Haine                                                    | Mathieu Kassovitz             | France      | Vincent Cassel, Saïd Taghmaoui        |
| Land and Freedom                                            | Ken Loach                     | Royaume-Uni | Iciar Bollain, Tom Gilroy             |
| N'oublie pas que tu vas mourir                              | Xavier Beauvois               | France      | Xavier Beauvois, Chiara Mastroianni   |
| Le Couvent                                                  | Manoel de Oliveira            | Portugal    | Duarte Almeida, Luis Miguel Cintra    |
| Les Escargots du sénateur                                   | Mircea Danieluc               | Roumanie    | Cecilia Barbora, Anda Caropol         |
| Sharaku                                                     | Masahiro Shinoda              | Japon       | Riona Hazuki, Shima Iwashita          |
| La Folie du roi George (en compétition pour la Caméra d'or) | Nicholas Hytner               | Royaume-Uni | Nigel Hawthorne, Helen Mirren         |
| The Neon Bible                                              | Terence Davies                | Royaume-Uni | Jacob Tierney, Denis Leary            |
| Le Regard d'Ulysse                                          | Theo Angelopoulos             | Grèce       | Harvey Keitel, Yorgos Michalokopoulos |
| Underground                                                 | Emir Kusturica                | Yougoslavie | Miki Manojlovic, Lazar Ristovski      |
| Waati                                                       | Souleymane Cissé              | Mali        | Linéo Tsolo, Nakedi Ribane            |
| Shanghai Triad                                              | Zhang Yimou                   | Chine       | Wang Xiao Xiao, Gong Li               |

#### Un certain regard
La section Un certain regard comprend 26 films :
| Titre                                                        | Réalisation                       | Pays               |
| ------------------------------------------------------------ | --------------------------------- | ------------------ |
| Augustin                                                     | Anne Fontaine                     | France             |
| Bye-Bye                                                      | Karim Dridi                       | France             |
| Canadian Bacon                                               | Michael Moore                     | États-Unis         |
| Sous l'arbre Domim                                           | Eli Cohen                         | Israël             |
| Rencontre au crépuscule                                      | Chen Yi Fei                       | Hong Kong          |
| Georgia                                                      | Ulu Grosbard                      | États-Unis         |
| Haramuya                                                     | Drissa Touré                      | Burkina Faso       |
| Les Ombres de l'arc-en-ciel                                  | Susant Misra                      | Inde               |
| L'Aube à l'envers                                            | Sophie Marceau                    | France             |
| Le Plus Bel Âge                                              | Didier Haudepin                   | France             |
| Leçons de langages amoureux                                  | Scott Patterson                   | Australie          |
| Le Lion à la barbe blanche                                   | Andreï Khrjanovski                | Russie             |
| Lisbon Story                                                 | Wim Wenders                       | Allemagne          |
| Musique pour décembre                                        | Ivan Dykhovitchny                 | Russie             |
| Le Temps de l'amour                                          | Mohsen Makhmalbaf                 | Iran               |
| Poste avancé                                                 | Péter Gothár                      | Hongrie            |
| Programme malais                                             | U-Wei Bin Hajisaari               | Malaisie           |
| Rude                                                         | Clément Virgo                     | Canada             |
| Salaam Cinema                                                | Mohsen Makhmalbaf                 | Iran               |
| Tempo di viaggio                                             | Tonino Guerra et Andreï Tarkovski | Italie             |
| L'Anglais qui gravit une colline mais descendit une montagne | Christopher Monger                | Royaume-Uni        |
| La Môme singe                                                | Xiao-Yen Wang                     | États-Unis • Chine |
| The Poison Tasters                                           | Ulrik Theer                       | États-Unis         |
| Dernières heures à Denver                                    | Gary Fleder                       | États-Unis         |
| Two Nudes Bathing                                            | John Boorman                      | Irlande            |
| Unstrung Heroes                                              | Diane Keaton                      | États-Unis         |

#### Hors compétition
Deux films sont présentés hors compétition :
| Titre       | Réalisation      | Pays       | Distribution                                      |
| ----------- | ---------------- | ---------- | ------------------------------------------------- |
| Desperado   | Robert Rodriguez | États-Unis | Antonio Banderas, Salma Hayek, Joaquim de Almeida |
| Mort ou vif | Sam Raimi        | États-Unis | Sharon Stone, Gene Hackman                        |

#### Séances spéciales
3 films sont présentés en séance spéciale :
| Titre          | Réalisation      | Pays       | Distribution                     |
| -------------- | ---------------- | ---------- | -------------------------------- |
| Kiss of Death  | Barbet Schroeder | États-Unis | David Caruso, Nicolas Cage       |
| Usual Suspects | Bryan Singer     | États-Unis | Kevin Spacey, Pete Postlethwaite |
| Prête à tout   | Gus Van Sant     | États-Unis | Nicole Kidman, Matt Dillon       |

### Quinzaine des réalisateurs
| Titre                    | Réalisation           | Pays                    |
| ------------------------ | --------------------- | ----------------------- |
| 3 Steps To Heaven        | Constantine Giannaris | Royaume-Uni             |
| An Awfully Big Adventure | Mike Newell           | Royaume-Uni             |
| Le Ballon blanc          | Jafar Panahi          | Iran                    |
| Café Society             | Raymond DeFelitta     | États-Unis              |
| Corps inflammables       | Jacques Maillot       | France                  |
| La Tête du Maure         | Paulus Manker         | Autriche                |
| Eggs                     | Bent Hamer            | Norvège                 |
| Eldorado                 | Charles Binamé        | Canada                  |
| Faute de soleil          | Christophe Blanc      | France                  |
| L'Île du chagrin         | Hsu Hsiao-Ming        | Taïwan                  |
| Heavy                    | James Mangold         | États-Unis              |
| Conte des trois diamants | Michel Khleifi        | Palestine               |
| L'Enfant noir            | Laurent Chevallier    | France / Guinée         |
| Le Confessionnal         | Robert Lepage         | Canada / France         |
| Le Rocher d'Acapulco                         | Laurent Tuel          | France                  |
| Dans la mêlée            | Gianni Zanasi         | Italie                  |
| Pather Panchali          | Satyajit Ray          | Inde                    |
| Revivre                  | Jean-Luc Raynaud      | France                  |
| Safe                     | Todd Haynes           | États-Unis              |
| L'Amérique des autres    | Goran Paskaljević     | Allemagne / Royaume-Uni |
| Entre deux étés          | Kristian Petri        | Suède                   |
| Visiblement je vous aime | Jean-Michel Carré     | France                  |

### Semaine de la critique

#### Longs métrages
| Titre                                 | Réalisation       | Pays        |
| ------------------------------------- | ----------------- | ----------- |
| Manneken Pis                          | Frank Van Passel  | Belgique    |
| Soul Survivor                         | Stephen Williams  | Canada      |
| The Daughter-in-law                   | Steve Wang        | Taïwan      |
| Témoin muet (Mute Witness)            | Anthony Waller    | Allemagne   |
| Denise au téléphone (Denise Calls Up) | Hal Salwen        | États-Unis  |
| Madagascar Skin                       | Chris Newby       | Royaume-Uni |
| Los hijos del viento                  | Fernando Merinero | Espagne     |

#### Courts métrages
| Titre                         | Réalisation        | Pays       |
| ----------------------------- | ------------------ | ---------- |
| An Evil Town                  | Richard Sears      | États-Unis |
| Movements of the Body         | Wayne Traudt       | Canada     |
| Ubu                           | Manuel Gomez       | Taïwan     |
| The Last Laugh                | Robert Harders     | États-Unis |
| Adios, toby, adios            | Ramón Barea        | Espagne    |
| Surprise !                    | Veit Helmer        | Allemagne  |
| Le Pendule de Madame Foucault | Jean-Marc Vervoort | Belgique   |

### Programmation ACID
| Titre                                   | Réalisation        | Pays             |
| --------------------------------------- | ------------------ | ---------------- |
| ...À la campagne                        | Manuel Poirier     | France           |
| À la vie, à la mort !                   | Robert Guédiguian  | France           |
| Circuit Carole                          | Emmanuelle Cuau    | France           |
| Coûte que coûte                         | Claire Simon       | France           |
| Emmène-moi                              | Michel Spinosa     | France           |
| La Croisade d'Anne Buridan              | Judith Cahen       | France           |
| La Roue                                 | Morshedul Islam    | Bangladesh       |
| La vie est immense et pleine de dangers | Denis Gheerbrant   | France           |
| Pages cachées                           | Alexandre Sokourov | Russie           |
| Rosine                                  | Christine Carrière | France           |
| Souviens-toi de moi                     | Zaïda Ghorab-Volta | Algérie / France |

En avant-programme, l’ACID diffusa 7 courts métrages dont Dans un grand lit carré de Michel Toesca, Le Baiser de Pascale Ferran et Tous à la manif de Laurent Cantet.

## Palmarès

### Palmarès officiel

#### Longs métrages
| Prix                                 | Attribué à                                                  | Pays                               |
| ------------------------------------ | ----------------------------------------------------------- | ---------------------------------- |
| Palme d'or                           | Underground d’Emir Kusturica                                | République fédérale de Yougoslavie |
| Grand prix                           | Le Regard d'Ulysse de Theo Angelopoulos                     | Grèce                              |
| Prix d'interprétation masculine      | Jonathan Pryce pour Carrington de Christopher Hampton       | Royaume-Uni                        |
| Prix d'interprétation féminine       | Helen Mirren pour La Folie du roi George de Nicholas Hytner | Royaume-Uni                        |
| Prix de la mise en scène             | Mathieu Kassovitz pour La Haine                             | France                             |
| Prix du jury                         | N'oublie pas que tu vas mourir de Xavier Beauvois           | France                             |
| Prix spécial du jury (à l'unanimité) | Carrington de Christopher Hampton                           | Royaume-Uni                        |

#### Courts métrages
| Prix                        | Attribué à                 | Pays   |
| --------------------------- | -------------------------- | ------ |
| Palme d'or du court-métrage | Gagarin d'Alexij Kharitidi | Russie |

#### Caméra d'or
| Prix                         | Attribué à                       | Pays       |
| ---------------------------- | -------------------------------- | ---------- |
| Caméra d'or                  | Le Ballon blanc de Jafar Panahi  | Iran       |
| Mention spéciale Caméra d'or | Denise Calls Up de Harold Salwen | États-Unis |

### Prix FIPRESCI
Le prix FIPRESCI du Festival de Cannes est remis à 3 films.
| Attribué à                                                        | Réalisateur            | Pays        | Section                    |
| ----------------------------------------------------------------- | ---------------------- | ----------- | -------------------------- |
| Le Regard d'Ulysse (Το Βλέμμα του Οδυσσέα, To Vlémma tou Odysséa) | Theodoros Angelopoulos | Grèce       | Compétition                |
| Land and Freedom                                                  | Ken Loach              | Royaume-Uni | Compétition                |
| Le Ballon blanc (بادکنک سفید, Badkonake sefid)                    | Jafar Panahi           | Iran        | Quinzaine des Réalisateurs |

### Autres prix
- Grand Prix de la Commission supérieure technique : Shanghai Triad de Zhang Yimou •  Chine
- Prix du jury œcuménique : Land and Freedom de Ken Loach •  Royaume-Uni